# روبرت زیمونی
روبرت زیمونی (مجاری: Róbert Zimonyi؛ ۱۸ آوریل ۱۹۱۸ – ۲ فوریه ۲۰۰۴) قایقران روئینگ مجارتبار اهل ایالات متحده آمریکا بود.
وی در مسابقات کشوری و بین‌المللی در مجموع برندهٔ ۲ مدال طلا، ۲ مدال برنز شده‌است.